# Giovanna d'Aragona (contessa di Foix-Béarn)
Giovanna d'Aragona e di Armagnac (Juana in spagnolo e asturiano, Joana in galiziano, in portoghese, in catalano e in basco, Chuana in aragonese, Ieanne in francese, Joan in inglese e Johanna in tedesco e in fiammingo, come in latino; Daroca, 1375 – Valencia, 1407) fu una principessa aragonese, contessa consorte di Foix-Béarn.

## Origini
Era figlia del re Re di Aragona, di Valencia, di Sardegna e di Maiorca, re titolare di Corsica, Conte di Barcellona e delle contee catalane, Giovanni I e della prima moglie Marta di Armagnac, figlia del conte di Armagnac e di Rodez, Giovanni I (1311 -† 1373) e di Beatrice di Clermont († 1364), contessa di Charolais.

## Biografia
Nel 1378, all'età di circa tre anni, era rimasta orfana della madre, Maria di Armagnac ed era l'unica dei suoi quattro fratelli ancora in vita. Il padre, principe ereditario della Corona d'Aragona, nel 1380, si risposò con Iolanda di Bar.
Secondo la Chronicle of Esquerrier, del XV secolo, Giovanna (Madona Johana infanta de Arago, filha del rey En Johan) fu data in moglie a Matteo di Foix-Béarn (Mossen Mathieu) (1363-1398).
Il matrimonio venne celebrato a Barcellona il 4 giugno 1392 e Giovanna divenne contessa consorte di Foix e viscontessa consorte di Béarn e di Castelbon, in quanto il marito, Matteo di Foix-Béarn, già visconte di Castelbon, l'anno prima, alla morte, senza eredi, del cugino, Gastone III Febo aveva ereditato la contea di Foix e la viscontea di Béarn.
Nel 1396, alla morte del padre, la corona d'Aragona andò allo zio, l'Infante don Martino, fratello del padre, anziché all'erede diretta, Giovanna, la figlia maggiore, tra le due rimaste in vita; l'altra era la sorellastra Iolanda, dato che i figli maschi erano morti tutti.
Ciò non fu accettato da Giovanna e dal marito, Matteo di Foix-Béarn, conte dei Foix e visconte di Béarn e di Castelbon, che si era proposto come pretendente per diritto di matrimonio. Matteo invase l'Aragona, con l'intenzione di far valere le proprie ragioni, ma fu fermato e respinto dal conte di Urgell, Pietro II e l'invasione del regno fu un insuccesso.
Martino I convocò Giovanna e Matteo in un'assemblea a Barcellona e confiscò loro tutti i loro domini.
Giovanna, rimasta vedova, nel 1398, continuò a essere pretendente della corona d'Aragona.
Giovanna, morì a Valencia, nel 1407, e la sorellastra Iolanda, le subentrò come pretendente al trono.

## Figli
Giovanna a Matteo non diede alcun figlio né si ha notizia di altri figli.

## Ascendenza
|                       |                        |                        | Genitori                     |  |  | Nonni |  |  | Bisnonni             |  |  | Trisnonni            |  |
|                       |                        |                        |                              |  |  |       |  |  | Alfonso IV d'Aragona |  |  | Giacomo II d'Aragona |  |
|                       |                        |                        |                              |  |  |       |  |  | Alfonso IV d'Aragona |  |  | Giacomo II d'Aragona |  |
|                       |                        | Bianca di Napoli       |                              |  |  |       |  |  | Alfonso IV d'Aragona |  |  |                      |  |
| Pietro IV d'Aragona   |                        |                        |                              |  |  |       |  |  | Alfonso IV d'Aragona |  |  |                      |  |
|                       |                        | Teresa di Entenza      | Gombaldo di Entenza          |  |  |       |  |  |                      |  |  |                      |  |
|                       |                        | Teresa di Entenza      | Gombaldo di Entenza          |  |  |       |  |  |                      |  |  |                      |  |
|                       |                        | Teresa di Entenza      | Costanza di Antillón         |  |  |       |  |  |                      |  |  |                      |  |
| Giovanni I d'Aragona  |                        | Teresa di Entenza      |                              |  |  |       |  |  |                      |  |  |                      |  |
|                       |                        | Pietro II di Sicilia   | Federico III di Sicilia      |  |  |       |  |  |                      |  |  |                      |  |
|                       |                        | Pietro II di Sicilia   | Federico III di Sicilia      |  |  |       |  |  |                      |  |  |                      |  |
|                       |                        | Pietro II di Sicilia   | Eleonora d'Angiò             |  |  |       |  |  |                      |  |  |                      |  |
| Eleonora di Sicilia   |                        | Pietro II di Sicilia   |                              |  |  |       |  |  |                      |  |  |                      |  |
|                       |                        | Elisabetta di Carinzia | Ottone III del Tirolo        |  |  |       |  |  |                      |  |  |                      |  |
|                       |                        | Elisabetta di Carinzia | Ottone III del Tirolo        |  |  |       |  |  |                      |  |  |                      |  |
|                       |                        | Elisabetta di Carinzia | Eufemia di Slesia            |  |  |       |  |  |                      |  |  |                      |  |
| Giovanna d'Aragona    |                        | Elisabetta di Carinzia |                              |  |  |       |  |  |                      |  |  |                      |  |
|                       | Bernardo VI d'Armagnac | Gerardo VI d'Armagnac  |                              |  |  |       |  |  |                      |  |  |                      |  |
|                       | Bernardo VI d'Armagnac | Gerardo VI d'Armagnac  |                              |  |  |       |  |  |                      |  |  |                      |  |
|                       | Bernardo VI d'Armagnac | Mathe di Béarn         |                              |  |  |       |  |  |                      |  |  |                      |  |
| Giovanni I d'Armagnac | Bernardo VI d'Armagnac |                        |                              |  |  |       |  |  |                      |  |  |                      |  |
|                       |                        | Cecilia di Rodez       | Enrico II di Rodez           |  |  |       |  |  |                      |  |  |                      |  |
|                       |                        | Cecilia di Rodez       | Enrico II di Rodez           |  |  |       |  |  |                      |  |  |                      |  |
|                       |                        | Cecilia di Rodez       | Mascarose di Comminges       |  |  |       |  |  |                      |  |  |                      |  |
| Marta d'Armagnac      |                        | Cecilia di Rodez       |                              |  |  |       |  |  |                      |  |  |                      |  |
|                       |                        | Giovanni di Charolais  | Roberto di Clermont          |  |  |       |  |  |                      |  |  |                      |  |
|                       |                        | Giovanni di Charolais  | Roberto di Clermont          |  |  |       |  |  |                      |  |  |                      |  |
|                       |                        | Giovanni di Charolais  | Beatrice di Borgogna-Borbone |  |  |       |  |  |                      |  |  |                      |  |
| Beatrice di Clermont  |                        | Giovanni di Charolais  |                              |  |  |       |  |  |                      |  |  |                      |  |
|                       |                        | Giovanna di Dargies    | Rinaldo II di Dargies        |  |  |       |  |  |                      |  |  |                      |  |
|                       |                        | Giovanna di Dargies    | Rinaldo II di Dargies        |  |  |       |  |  |                      |  |  |                      |  |
|                       |                        | Giovanna di Dargies    | Agnese di Bruyères           |  |  |       |  |  |                      |  |  |                      |  |
|                       |                        | Giovanna di Dargies    |                              |  |  |       |  |  |                      |  |  |                      |  |